# 波拉希部落
波拉希部落，是現今生活於印尼蘇拉威西島哥倫打洛省的原始部落。此部落雖然已有部分家庭建立永久住所，但大多數人仍過著游牧生活。根據其祖先的習俗，只要家庭中有一名成員死亡，就必須遷移居處。
波拉希部落主要住在哥倫打洛省內的偏遠山區叢林與河流間，距離最近的市鎮，徒步也需要7小時；由於其半遊牧的特性，該部落的人數沒有確切的統計數字。
該部落並沒有發展出文字，僅使用該部落獨有的方言進行交談，口耳相傳其祖先是在荷蘭殖民時期反抗統治失敗的戰士逃到叢林間繁衍開來的。2013年，印尼的報章媒體《指南針》對其進行了一系列的採訪，發現該部落已開始與外界進行交流，在此之前該部落仍是一個自我封閉的群體。記者見到酋長的子女已能熟練的使用手機通話與聽歌，一些孩子也開始穿起衣服，不過大部分居民仍是僅用動物皮毛遮住生殖器，而女性仍不著上身。居民受訪時也表示會將他們耕種的農作物與狩獵得到的戰利品帶到城鎮的集市中換成錢，顯示他們已經知道使用貨幣。
但至今居民們仍拒絕納稅，以及接受教育。他們不清楚日期與時間的觀念，仍居住在依河畔搭建的茅草屋，並且仍維持著農耕、漁牧和狩獵的生活，並堅持近親婚姻的習俗，即父親娶女兒，父死後子娶母，兄弟姐妹間亦可通婚。例如2013年4月，原酋長去世，繼任人即娶了自己的妹妹。一位自由攝影記者Ebbi Vebri Adrian稱，他在當地探訪的結果發現，該部落雖然都是近親婚姻，但是沒有看到殘障或智能障礙者。不過由於至今並沒有對於該部落的學術研究，此一說法仍未被證實。
當地政府計畫將該部落集中遷移到平地的一座村落，原因是他們並沒有土地的私有權，但被他們拒絕；政府已計劃在當地興建免費學校，以提供幼童教育。